# محمود زند مقدم
محمود زند مقدّم (۱۳۱۷ – ۱۴ آذر ۱۴۰۱ در تهران)، نویسنده و پژوهشگر مردم‌شناسی و مطالعات جغرافیا و برنامه‌ریزی منطقه‌ای و بلوچ‌شناس اهل ایران بود.

## زندگی
محمود زند مقدّم در سال ۱۳۱۷ متولد شد. مادر او دبیر و فرانسه‌دان و دانش‌آموخته دارالمعلمات بود. زند مقدّم دوره لیسانس زبان و ادبیات انگلیسی را در دانشگاه تهران و دکتری در برنامه‌ریزی منطقه‌ای را در دانشگاه دورهام انگلیس گذراند. اولین بار در سال ۴۲ از طرف مرکز آمار ایران وابسته به سازمان برنامه وبودجه برای بررسی وضع درآمد و هزینه خانوار بلوچ به منطقه سفر کرد. به بلوچستان و مردمش علاقمند شد و آن‌ها را به عنوان موضوع اصلی کار و تحقیقش برگزید. زند مقدّم از سال ۵۰ تا ۵۷ به عنوان کارشناس سازمان برنامه و بودجه، همکار وزارت نیرو در مطالعه طرح‌های آبی، ریس دفتر برنامه و بودجه در زاهدان و مسئول مرکز مطالعات و پژوهش‌های خلیج فارس و دریای عمان در استان سیستان و بلوچستان مشغول بود.

## کتابشناسی
محمود زند مقدّم در مجموعه ۷ جلدی حکایت بلوچ اقلیم و زندگی بلوچ را به تصویر کشیده است. کارهای دیگر او عبارتند از:
- آدم‌های سه قران و صناری، نشر مازیار
- قلعه، نشر مازیار (این کتاب مجدداً در سال ۲۰۱۲ توسط نشر کتاب ارزان سوئد با عنوان شهر نو منتشر شد)[۳]
- آفاق جزیرهٔ قشم: مردمان روستاها، بندرها، روستابندرها، بندها، کشت و کار، دریانوردی و صید و صیادی، انجمن آثار و مفاخر فرهنگی، ۱۳۸۲[۴]

## مرگ
محمود زند مقدّم روز دوشنبه ۱۴ آذر ۱۴۰۱ بر اثر ایست قلبی درگذشت. او در قطعهٔ نام‌آوران بهشت زهرا (ردیف ۱۷ شمارهٔ ۲۶) به خاک سپرده شد.